# Roslagsskuta

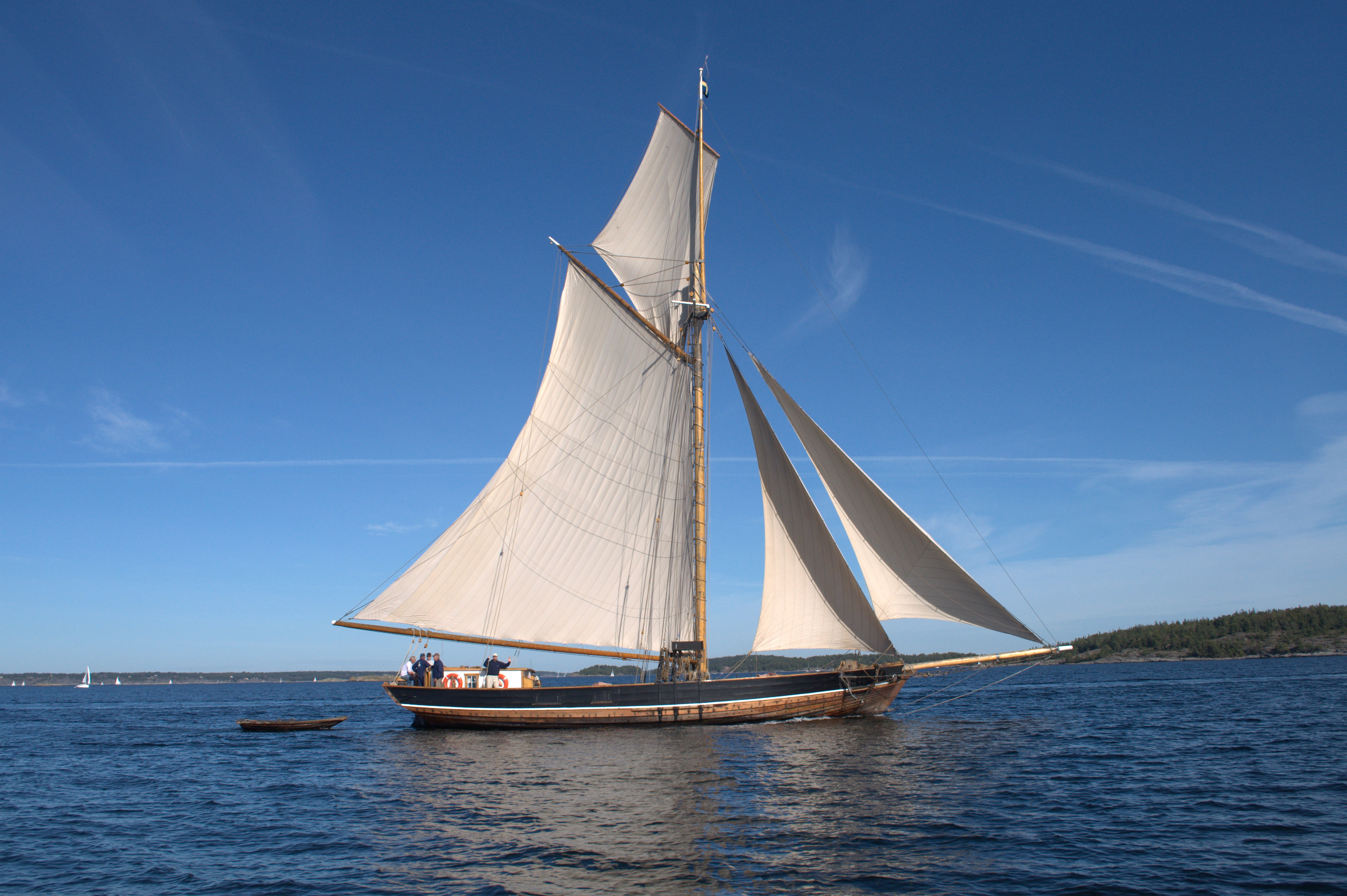
Vedjakten Sofia Linnea

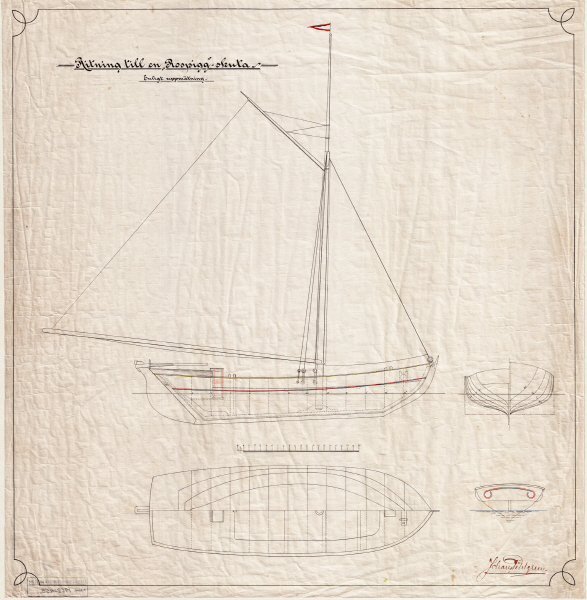
Rospigg-skuta (ritning)

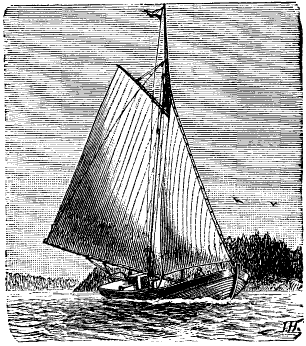
Roslagsskuta under segel

Roslagsskuta (också känd under benämningarna storbåt eller rospigg) är ett samlingsnamn för olika seglande skutor som konstruerats och seglats i Roslagens skärgård. Roslagsskutor försåg Stockholm med omnejd, från 1600-talet och framåt, med olika typer av gods och varor från skärgården och från Åland. 

## Historik
Byteshandeln var redan på 1500-talet en viktig del av försörjningen för roslagsbönderna. Överskottet från fisket transporterades in till fastlandet och byttes mot varor. Roslagsskutorna skapades utifrån de behov som fanns i skärgården. Urtypen till roslagsskutan är skärbåten, ibland kallad skärjebåt. Skärbåten var en förstorad, öppen skärgårdseka som användes av skärgårdsborna till det mesta, ofta för att transportera varor och boskap. Skärbåten var 7–10 meter lång. 
Behovet av större båtar gjorde sig gällande redan på 1600- och 1700-talet. En större båt gav större utdelning och motsvarade ett växande behov av varor. Från skärbåten utvecklades de två båttyperna storbåt och sandkil. Då båtarna blev större blev lovgirighet ett problem och båtarna utrustades med ytterligare ett försegel, klyvaren, för att balansera dem, och därmed hade klyvarskutan gjort sitt intåg. 
Runt 1800-talets mitt expanderade staden Stockholm kraftigt och behovet av sand för byggnadsändamål, samt ved för uppvärmning var stort. Ur klyvarskutan utvecklades vedjakten, som förutom klyvare även förde ett toppsegel ovanför storseglets gaffel. Toppseglet fick stor betydelse i Stockholms vatten där det fångade vindar som strök högt över det lä som uppstod av skogbeväxta landmassor. 
Detta var roslagsseglarnas guldålder och man räknar med att det fanns uppemot 600 olika roslagsskutor. Under åren fram till tidigt 1900-tal räknar man att uppemot 30 båtar per dag lade till vid Stockholms kajer. Det blir cirka 12 000 seglare som kastade tross i land. Om man minskar antalet med hälften för att ta bort större båtar, ålänningar och andra båtar under utländsk flagg, återstår minst 6 000 rospiggsförtöjningar.

## Typer
Roslagsskutan byggdes i en längd av 10 till 22 meter och var försedda med en gaffelrigg och känd som en snabbseglad båt. Under senare delen av 1800-talet och en bit in på 1900-talet arrangerades ett flertal regattor med roslagsskutor.
Roslagsskutan fanns i flera olika storlekar och under flera olika namn:
- Skärbåt eller storbåt med en längd av 7,5 till 10 meter.
- Sandkil med en längd från 10 till 16 meter med cirka 10 registerton
- Klyvarskuta med en längd av 17 till 18 meter med cirka 17 registerton.
- Vedjakt med en längd av 19 meter och cirka 20 registerton.
- Slup med en längd av 20 till 22 meter

## Slutet på en seglingsera
I början av 1900-talet gjorde bilen sitt inträde och frakten av varor från skärgården till staden med skutor blev allt mindre. I många roslagsskutor installerades tändkulemotorer, vilket ledde till att de fick kortare livslängd eftersom skroven inte höll för vibrationerna. Den sista roslagsskutan helt utan motordrift var Sofia av Länna, som avtacklades 1946 efter 63 år under segel. Hon sattes iland i sundet nordost om Väringsö. Material som kunde återanvändas togs tillvara efterhand. Fortfarande ligger bord och rester av spant efter Sofia i marvatten.[källa behövs]
Av de tidigare byggda roslagsskutorna finns endast sandkilen Helmi bevarad. Hon upptäcktes av Kjell och Anders Justrell. Helmi skänktes till Sjöhistoriska museet i Stockholm, som lät båtbyggaren Kjell Justrell renovera skrovet, Helmi har nu sin hemmahamn vid Stämmarsund på Blidö och är ett K-märkt fartyg.
 Börje Andersson byggde under 1970- och 80-talen replikor av ett antal roslagsskutor. Den sista av dem var vedjakten Sofia Linnea, en replik av en vedjakt uppmätt efter en modell av vedjakten Greta Linnea.